# Manlio Brosio
Manlio Giovanni Brosio (født 10. juli 1897 i Torino, død 14. marts 1980 i Torino) var en italiensk diplomat, politiker og generalsekretær for Nato fra 1. august 1964 til 1. oktober 1971.
I januar 1947 blev han italiensk ambassadør i Sovjetunionen, i 1952 i UK, USA i 1955 og Frankrig fra 1961 til 1964.